# Præsternes uofficielle Forening
Præsternes Uofficielle Forening (forkortet: PUF, også kendt som Præsternes Understøttelsesforening) var en kirkelig forening under besættelsen med stærke bånd til modstandsbevægelsen. Foreningen blev grundlagt den 31. august 1943, sognepræsten Thorkild Glahn var hovedinitiativtageren. PUF havde flere funktioner, dels fungerede foreningen som et uofficielt informationsnetværk mellem præsterne, hvor ucensurerede oplysninger kunne bringes videre, dette skulle blandt andet sikre en ensartet opførsel hvis kirkens ledelse blev anholdt. PUF fungerede også som en slags understøttelsesforening, som skulle fortsætte kirkens virke, hvis den brød med statsmagten.
Medlemmer af PUF samarbejdede på flere måder med modstandsbevægelsen, blandt andet i arbejdet med flugtruter til Sverige. I 1944 kom en lignende gruppe til under navnet Kirkelig Hjælpeforening af 1944.
| Biografi | Spire Denne biografi er en spire som bør udbygges. Du er velkommen til at hjælpe Wikipedia ved at udvide den. |